# Niefang
Niefang – miasto w kontynentalnej części Gwinei Równikowej, w Prowincji Środkowo-Południowej. W 2005 roku liczyło 4858 mieszkańców.